# 阿奎塔尼亞號
阿奎塔尼亞號（RMS Aquitania），是英国丘纳德航运（Cunard Line）所属的远洋班轮，與盧西塔尼亞號和茅利塔尼亞號同属该公司的“三巨头”之一。